# Draba incerta
Draba incerta (englischsprachiger Trivialname: Yellowstone Draba) ist eine Pflanzenart aus der Gattung der Felsenblümchen innerhalb der Familie der Kreuzblütengewächse (Brassicaceae). Zwei Varietäten sind bekannt: Draba incerta var. incerta und Draba incerta var. peasei. Letztere ist vermutlich ausgestorben.

## Beschreibung

### Draba incertavar.incerta
Draba incerta var. incerta ist eine ausdauernde krautige Pflanze, die ziemlich lockere Matten bildet. Sie erreicht Wuchshöhen von 3 bis 12 Zentimetern und wächst bis 20 Zentimeter in die Breite. Die relativ wenigen mit gegabelten oder verästelten Trichomen bedeckten Stängel sind unbeblättert oder weisen manchmal ein einfaches Tragblatt auf. Die gebüschelten, aufgerichteten, ganzrandigen, linearisch verkehrtlanzettlichen Grundblätter sind 7 bis 13 mm lang und auf der Unterseite mit kurzstieligen verästelten oder kammförmigen Trichomen behaart.
Die Blütezeit reicht von Juni bis Juli. Die Blütenstände enthalten 3 bis 15 Blüten. Die zwittrigen Blüten sind vierzählig. Die Farbe der Kronblätter ist gelb, das in eine weißliche Schattierung übergeht. Die behaarten oder kahlen Fruchtstiele sind bis 18 mm lang. Die abgeflachten 6 bis 10 mm langen und 4 mm breiten Schoten sind oval-lanzettlich bis elliptisch und mit einfachen oder gegabelten Trichomen behaart. Die Griffel sind 0,4 bis 1 mm und die Samen sind 1,2 bis 1,5 mm lang. 

### Draba incertavar.peasei
Die Varietät Draba incerta var. peasei (Fernald) Rollins erreicht Wuchshöhen von etwa 4 Zentimetern. Die ovalen Schoten sind mit mehrfach verzweigten Trichomen bedeckt. Die Blütezeit ist im Juni. Der Holotypus wurde 1928 von Arthur Stanley Pease, einem Harvard-Professor für Botanik, auf einem Schutthang des Mont Saint-Alban nahe Cap-des-Rosiers auf der Halbinsel Gaspésie gesammelt. Merritt Lyndon Fernald beschrieb das Herbar-Material 1934 unter dem Namen Draba peasei. 1991 wurde das Taxon von Reed Clark Rollins als Varietät von Draba incerta klassifiziert.

## Vorkommen und Gefährdung
Draba incerta var. incerta kommt im Yellowstone-Nationalpark in Wyoming, in Alaska, Colorado, Montana, Washington, Oregon, Nevada, Idaho, Utah sowie in den kanadischen Provinzen Alberta, British Columbia, Québec und Yukon vor. Das Verbreitungsgebiet von Draba incerta var. peasei war auf die Halbinsel Gaspésie beschränkt.
Die Lebensräume sind Kalksteinfelsen und Geröllhalden, Schutthänge, Gipfel und Hänge von alpinen Regionen, Felsspalten, verwitterte Schieferhalden, Kiesbetten, offene Hänge und die alpine Tundra.

### Status
Draba incerta var. incerta ist im größten Teil des Verbreitungsgebietes häufig. In Colorado, Idaho und Utah ist sie selten. Draba incerta var. peasei hingegen wurde zuletzt im Juli 1936 durch den kanadischen Botaniker Frère Louis Rolland-Germain nachgewiesen. In den 1970er- und 1990er-Jahren unternahm der Botaniker Pierre Morisset von der Universität Laval Suchexpeditionen nach dieser Pflanzenart, die jedoch erfolglos blieben.